# 收容审查
收容审查，简称“收审”，是1975年至1996年间中国公安机关对于四类轻微违法犯罪分子实施的一种行政强制手段。
执行程序为：被收容审查人员（简称“被收审人”）需要在《收容审查通知书》签字，必须在收容后二十四小时以内进行询问。把收容的原因和处所在二十四小时以内《被收容审查人家属通知书》送达被收审人的家属或其所在的单位并签字。对于有流窜作案嫌疑的，应当在一个月内查清事实，最长不得超过三个月；对不讲真实姓名、住址，来历不明的人，审查期限从讲清真实姓名、住址时起计算。被收审人经审查，可能的处理结局是：逮捕、拘留、劳教、少管、遣送、解除审查等。被收审人不服收容审查决定的，可以向人民法院提起行政诉讼。

## 历史
1975年8月20日，国务院以国发〔1975〕136号文批转公安部、铁道部《关于全国铁路治安工作会议的情况报告》。据此，地（市）以上公安机关可以设立收容审查流窜犯的场所，即“收容审查所”，简称“收审所”。
1979年版《刑事诉讼法》规定了对现行犯或者重大嫌疑分子，可以拘留或提请逮捕，以及侦查中的羁押期限。
国务院于1980年2月29日发布：国发〔1980〕56号《关于将强制劳动和收容审查两项措施统一于劳动教养的通知》。规定：“对于有轻微违法犯罪行为又不讲真实姓名、住址、来历不明的人，或者有轻微违法犯罪行为又有流窜作案，多次作案，结伙作案嫌疑需收容查清罪行的人，送劳动教养场所专门编队进行审查。”这明确了四类分子需收容查清违法行为或罪行：
1. 有轻微违法犯罪行为又不讲真实姓名、住址、来历不明的人；
2. 有轻微违法犯罪行为又有流窜作案的人；
3. 有轻微违法犯罪行为又有多次作案的人；
4. 有轻微违法犯罪行为又有结伙作案嫌疑的人。

国务院此规定从字面看是指已经认定了具有轻微违法犯罪行为的人（即“必须具有现行违法犯罪行为”），而不是指违法犯罪嫌疑人（仅仅是嫌疑，其是否有违法犯罪行为尚需进一步认定）。
1984年2月15日，公安部发布《收容审查所管理工作暂行规定》，收容审查的场所不是国发〔1980〕56号规定的劳动教养所（劳教所已经于1981年划归司法行政机关），而是由公安机关专设的收审所。收审所主要任务是对被收审人员进行管理教育，配合审查，保证安全；收审人员不同于看守所关押的依法逮捕拘留的人犯，在管理上应有区别。 
公安部于1985年7月31日发布：〔85〕公发50号《关于严格控制使用收容审查手段的通知》，规定：收容审查是公安机关用来对付流窜犯罪分子和流窜作案嫌疑分子的重要手段。它是对那些在刑事拘留时限内无法查清主要罪行和取得必要证据的嫌疑人所采取的强制性行政审查措施。
公安部于1991年6月11日发布：公通字〔1991〕37号《关于进一步控制使用收容审查手段的通知》，规定：收容审查是公安机关用以对付流窜犯罪分子的一项重要手段。
1996年3月17日，中国第八届全国人民代表大会第四次会议通过了《关于修改<中华人民共和国刑事诉讼法>的决定》 。修改后的《中华人民共和国刑事诉讼法》于1997年1月1日施行。该法取消了收容审查制度。